# Hermann Mayr
Hermann Mayr (* 15. Mai 1929 in Mutters) ist ein ehemaliger österreichischer Skilangläufer und Biathlet.
Mayr trat international erstmals bei den Olympischen Winterspielen 1956 in Cortina d’Ampezzo in Erscheinung, wobei er im Skilanglauf den 39. Platz über 15 km und den 11. Platz zusammen mit Josef Schneeberger, Karl Rafreider und Oskar Schulz errang. In den folgenden Jahren belegte er bei der Biathlon-Weltmeisterschaft 1958 in Saalfelden den 13. Platz im Einzel sowie den fünften Rang mit der Staffel, bei der Biathlon-Weltmeisterschaft 1959 in Courmayeur den 26. Platz im Einzel sowie den siebten Rang mit der Staffel und bei der Biathlon-Weltmeisterschaft 1961 in Umeå den 25. Platz im Einzel sowie den siebten Rang. In der Saison 1961/62 kam er bei den Nordischen Skiweltmeisterschaften 1962 in Zakopane auf den 35. Platz über 30 km sowie auf den 14. Rang mit der Staffel und bei der Biathlon-Weltmeisterschaft 1962 in Hämeenlinna auf den 30. Platz im Einzel sowie auf den neunten Rang mit der Staffel. Im folgenden Jahr erreichte er bei der Biathlon-Weltmeisterschaft in Seefeld in Tirol mit acht Schießfehlern den 15. Platz im Einzel und den sechsten Rang mit der Staffel. Letztmals international startete er im Skilanglauf bei den Olympischen Winterspielen 1964 in Innsbruck, wobei er den 56. Platz über 30 km und den 33. Platz über 50 km errang. Bei österreichischen Meisterschaften siegte er achtmal mit der Tiroler Staffel (1955–1958, 1960–1963) und jeweils dreimal über 16 km (1958–1960) und 30 km (1958–1960).